# Raffaele Farina
Raffaele Farina (Buonalbergo, 24 settembre 1933) è un cardinale e arcivescovo cattolico italiano, già presidente della Pontificia commissione referente sull'Istituto per le opere di religione, nonché archivista emerito dell'Archivio Segreto Vaticano e bibliotecario emerito della Biblioteca Apostolica Vaticana.

## Biografia
Nato a Buonalbergo, in provincia ed arcidiocesi di Benevento (ma all'epoca nella diocesi di Ariano), entra nella congregazione dei Salesiani il 25 settembre 1949, prendendo in seguito i voti perpetui il 25 settembre 1954.
Studia al Pontificio Ateneo Salesiano di Torino fino al 1958, quando ottiene la licenza in Teologia presso la facoltà omonima; sempre nello stesso anno diventa presbitero.
Si iscrive quindi alla Pontificia Università Gregoriana, dalla quale esce nel 1965 con la laurea in Storia Ecclesiastica; si trasferisce quindi in Germania per tre anni, a Friburgo e Bonn, dove si specializza come borsista della Fondazione tedesca "Humboldt"; torna quindi alla Pontificia Università Salesiana a Roma, dove inizia ad insegnare Storia della chiesa antica e Metodologia nella Facoltà di Teologia
Viene nominato decano della facoltà stessa per il biennio 1972-1974 e quindi rettore dell'università, carica che mantiene dal 1977 al 1983. Nel 1978 viene nominato anche regolatore del Capitolo Generale 21 dall'allora rettore maggiore padre Egidio Viganò.
Lo stesso anno diventa segretario del Pontificio Comitato di Scienze Storiche (lo sarà fino al 1988); per sei anni sarà anche sottosegretario del Pontificio Consiglio della Cultura.
Nel 1992 viene nominato per la seconda volta rettore dell'Università Salesiana a Roma, carica che mantiene fino al 25 maggio 1997, quando papa Giovanni Paolo II lo richiama in Vaticano nominandolo prefetto della Biblioteca Apostolica Vaticana.
Il 15 novembre 2006 papa Benedetto XVI lo nomina vescovo, assegnandogli la sede titolare di Oderzo, rimasta vacante dopo la morte di mons. Charles Franzetta. Riceve la consacrazione episcopale dal cardinale Tarcisio Bertone, S.D.B., il successivo 16 dicembre. Il 25 giugno 2007 è elevato alla dignità arcivescovile e nel contempo nominato archivista e bibliotecario di Santa Romana Chiesa. L'8 ottobre 2007 compie la sua prima visita a Oderzo.
È creato cardinale nel concistoro del 24 novembre 2007 da papa Benedetto XVI, ricevendo la diaconia di San Giovanni della Pigna.
Il 9 giugno 2012 papa Benedetto XVI accoglie la sua rinuncia, per limiti di età, agli incarichi di archivista e bibliotecario di Santa Romana Chiesa. Gli succede l'arcivescovo francese Jean-Louis Bruguès.
Il 24 giugno 2013 papa Francesco lo nomina presidente della Pontificia commissione referente sull'Istituto per le opere di religione.
Il 24 settembre dello stesso anno, al compimento dell'80º genetliaco, esce dal novero dei cardinali elettori.
Il 25 giugno 2016 nella città di Napoli celebra la sua unica ordinazione sacerdotale, ordinando sacerdote don Luca De Muro.
Il 19 maggio 2018 opta per l'ordine presbiterale, mantenendo la titolarità di San Giovanni della Pigna elevata pro hac vice a titolo.

## Genealogia episcopale e successione apostolica
La genealogia episcopale è:
- Cardinale Scipione Rebiba
- Cardinale Giulio Antonio Santori
- Cardinale Girolamo Bernerio, O.P.
- Arcivescovo Galeazzo Sanvitale
- Cardinale Ludovico Ludovisi
- Cardinale Luigi Caetani
- Cardinale Ulderico Carpegna
- Cardinale Paluzzo Paluzzi Altieri degli Albertoni
- Papa Benedetto XIII
- Papa Benedetto XIV
- Cardinale Enrico Enriquez
- Arcivescovo Manuel Quintano Bonifaz
- Cardinale Buenaventura Córdoba Espinosa de la Cerda
- Cardinale Giuseppe Maria Doria Pamphilj
- Papa Pio VIII
- Papa Pio IX
- Cardinale Gustav Adolf von Hohenlohe-Schillingsfürst
- Arcivescovo Salvatore Magnasco
- Cardinale Gaetano Alimonda
- Cardinale Agostino Richelmy
- Vescovo Giuseppe Castelli
- Vescovo Gaudenzio Binaschi
- Arcivescovo Albino Mensa
- Cardinale Tarcisio Bertone, S.D.B.
- Cardinale Raffaele Farina, S.D.B.

La successione apostolica è:
- Cardinale Walter Brandmüller (2010)